# NGC 3216
NGC 3216 (другие обозначения — UGC 5593, MCG 4-25-7, ZWG 124.8, PGC 30312) — эллиптическая галактика (E2) в созвездии Льва на расстоянии около 523 млн световых лет. Открыта Уильямом Гершелем в 1785 году.
Этот объект входит в число перечисленных в оригинальной редакции «Нового общего каталога».
При визуальном наблюдении в любительский телескоп NGC 3216 — довольно тусклый объект, виден при среднем увеличении как маленькое туманное пятнышко, округлое, с хорошо очерченными краями, яркость увеличивается к центру.
Диаметр около 198 тыс. световых лет. Удаляется от Солнца со скоростью 11 527 ± 66 км/с. Входит в группу галактик вместе с IC 2567, UGC 5591 и ещё несколькими галактиками; NGC 3216 наиболее яркая из них